# Sivicani (Kokata)
Sivicani (auch: Sivincani) ist eine Ortschaft im Departamento La Paz im südamerikanischen Andenstaat Bolivien.

## Lage im Nahraum
Sivicani ist der größte Ort des Cantón Sivincani im Municipio Calamarca in der Provinz Aroma und liegt auf einer Höhe von 3996 m. Sivicani liegt auf einem bis zu 20 Kilometer breiten nord-südlich verlaufenden ebenen Abschnitt des bolivianischen Altiplano, direkt am Rande der Ortschaft erheben sich die Vorgebirgsketten der Serranía de Sicasica, die hier bis auf knapp 5000 Meter ansteigt.

## Geographie
Sivicani liegt auf der bolivianischen Hochebene zwischen den Anden-Gebirgsketten der Cordillera Occidental im Westen und der Cordillera Central im Osten. Die Region weist ein ausgeprägtes Tageszeitenklima auf, bei dem die Temperaturschwankungen im Tagesverlauf deutlicher ausfallen als im Jahresverlauf.
Die mittlere Durchschnittstemperatur des Municipio liegt bei 10 °C (siehe Klimadiagramm Colquencha), die Monatsdurchschnittstemperaturen schwanken nur unwesentlich zwischen 7 °C im Juni/Juli und knapp 12 °C im November. Der Jahresniederschlag beträgt etwa 500 mm, die Monatsniederschläge liegen zwischen unter 10 mm in der Trockenzeit von Mai bis August und 125 mm im Januar.

## Verkehrsnetz
Sivicani liegt in einer Entfernung von 76 Straßenkilometern südlich von La Paz, der Hauptstadt des Departamentos.
Von La Paz aus führt die asphaltierte Nationalstraße Ruta 2 in westlicher Richtung nach El Alto, von dort führt die Ruta 1 54 Kilometer nach Süden bis Ajoya und weiter über Patacamaya nach Caracollo, wo die Ruta 1 in südlicher Richtung nach Oruro führt und die Ruta 4 ins östlich gelegene Cochabamba abzweigt. Wenige hundert Meter südlich von Ajoya zweigt eine unbefestigte Landstraße von der Ruta 1 in südwestlicher Richtung ab, erreicht Cañuma nach fünf Kilometern, und Sivicani nach weiteren vier Kilometern.

## Bevölkerung
Die Einwohnerzahl der Ortschaft ist in dem Jahrzehnt zwischen den beiden letzten Volkszählungen nur wenig angestiegen:
| Jahr | Einwohner         | Quelle       |
| ---- | ----------------- | ------------ |
| 1992 | keine Detaildaten | Volkszählung |
| 2001 | 247               | Volkszählung |
| 2012 | 276               | Volkszählung |

Die Region weist einen hohen Anteil an Aymara-Bevölkerung auf, im Municipio Ayo Ayo sprechen 95,7 Prozent der Bevölkerung Aymara.